# NGC 596
NGC 596 هي مجرة إهليلجية تقع في كوكبة قيطس. تبعد حوالي 65 مليون سنة ضوئية من الأرض، ونظرا لأبعاده الظاهرة فأن قطرها يقارب 60,000 سنة ضوئية. المجرة تظهر المغلف الخارجي وهي بقايا الاندماج. المجرة تستضيف ثقب أسود فائق، تقدر كتلته ب 170 مليون (108.24).
تنتمي NGC 596 إلى مجموعة NGC 584 المجرية، التي تضم أيضا المجرات NGC 584، التي تقع على بعد 25 دقيقة إلى الشمال الغربي، NGC 600، NGC 615 و NGC 636.
تم تضمين المجرة في كتالوج هيرشيل 400. وتقع على بعد حوالي 2 ونصف درجة شمال شرق نجم ثيتا ستي(Theta Ceti).

## وصلات خارجية
- NGC 596 على موقع ويكي سكاي: DSS2, SDSS, GALEX, IRAS, Hydrogen α, X-Ray, Astrophoto, Sky Map, Articles and images